# Ermita del Cristo de los Remedios
La ermita del Cristo es una ermita situada al sureste de Montehermoso, en la calle Real, cerca de la carretera de Plasencia, en España. Cuando se construyó era el límite sureste de Montehermoso, el que señalaba la entrada al pueblo.

## Historia
La ermita es de estilo regional barroca y fue construida a mediados del siglo XVI. Se sabe que en los siglos XVI y XVII los penitentes de Montehermoso iban por la noche a la Ermita de Valdefuentes. Una leyenda de aquella época señalaba a esta ermita como punto de partida en una de esas peregrinaciones nocturnas. En 1980 se traspasaron desde la iglesia los retablos de la Virgen del Rosario y de la Virgen de la Guía. Fue restaurada en 1995, siendo la primera ermita en ser restaurada.

## Estructura e imágenes
La ermita, hecha de mampostería y con tejar, es pequeña, tiene un portal con asientos fuera de ella, una cruz frente al portal y un calvario en la parte del altar, por fuera. Dentro hay tres retablos con sus imágenes: Cristo de los Remedios (del siglo XVIII, barroco-clasicista, restaurada en varias ocasiones), en el ábside junto al altar, con las imágenes del Cristo de los Remedios y la Virgen embarazada (Virgen de Bienvenida); Virgen del Rosario; y Virgen de la Guía.

## Uso
La ermita se utiliza en la fiesta de la exaltación de la Santa Cruz, el 14 de septiembre. Cada vez que el 14 de septiembre es domingo se lleva la imagen del Cristo en procesión hasta la iglesia. También se utiliza para la Cuaresma y Semana Santa en la novena al Cristo (9 días previos al Domingo de Ramos) y los Viacrucis.